# HD 142415
HD 142415 — звезда в созвездии Наугольника на расстоянии около 113 световых лет от нас. Вокруг звезды обращается, как минимум, одна планета.

## Характеристики
Звезда HD 142415 по своим параметрам напоминает Солнце. Это жёлтый карлик главной последовательности с массой и светимостью, равными 1,04 и 1,14 солнечных соответственно. Температура поверхности звезды приблизительно равна 6045 кельвинов. Возраст HD 142415 оценивается в 1,1 миллиарда лет.

## Планетная система
В 2003 году группой астрономов было объявлено об открытии планеты-гиганта HD 142415 b в системе. По массе она превосходит Юпитер в 1,62 раза и обращается на расстоянии 1,05 а. е. от родительской звезды (практически на таком же расстоянии обращается Земля от Солнца). Полный оборот планета совершает за 386 дней.